# 御厨貴
御厨 貴（みくりや たかし、1951年4月27日 - ）は、日本の政治史学者・政治学者。博士（学術）（東京大学・論文博士・2010年）。
東京大学・旧・東京都立大学名誉教授。東京大学先端科学技術研究センター フェロー 、放送大学客員教授。公益財団法人サントリー文化財団理事、サントリーホールディングス株式会社取締役。専門は、近現代日本政治史、オーラル・ヒストリー。
祖父は戦前の貴族院議員で、検事総長や司法大臣を歴任した木村尚達。父はジョンソン社長で山梨学院大学教授を務めた御厨文雄。息子の御厨亮は、京都の劇団夕暮れ社 弱男ユニットの元メンバー。

## 人物
東京都生まれ。幼稚園のとき父親の転勤で福岡市に転居し、福岡教育大学附属福岡小学校に入学、同級生にバイオリニストの安永徹がいる。文京区立第六中学校、東京都立小石川高等学校、駿台予備学校を経て、大学受験は東大のみを受験した。東京大学法学部卒業。在学中は茶道部、また佐藤誠三郎のゼミに在籍。
東京大学法学部助手、旧・東京都立大学法学部助教授・教授、政策研究大学院大学教授、東京大学先端科学技術研究センター教授を歴任。2012年3月末に東京大学を早期退職。同年6月に東京大学名誉教授となった。2012年4月から2016年3月まで放送大学教養学部教授。
中学校3年生で、フジテレビの小川宏ショーに出演し、都立高等学校の学校群制度について選択の自由を奪っていると批判した。
高2の夏休みに「平沼騏一郎と国本社」の題で論文をまとめ、校友誌に発表したところ、神島二郎が朝日新聞紙にペンネームで書いていたコラムで紹介され、政治史研究者への道を強く意識した。当時自身が校友会雑誌の編集長をつとめていて、1969年4月24日のコラム「こころの開拓」でとりあげられた。
1981年、『明治国家と地方経営』で東京市政調査会藤田賞、1996年、『政策の総合と権力』でサントリー学芸賞、1997年に『馬場恒吾の面目』で吉野作造賞を受賞。2010年に博士論文「明治国家をつくる――地方経営と首都計画」を東京大学に提出し、博士の学位を取得。
東京大学で三谷太一郎、伊藤隆、佐藤誠三郎らの指導を受け、明治国家中期の政治史、とりわけ首都を含めた各地方の都市計画・開発を巡る政治過程の分析からスタートし、戦後の東京都政や国土開発など現代政治の分析にも手を広げた。政治学の観点から考察する建築学、都市計画にも造詣が深い。アメリカ流のオーラル・ヒストリーの手法を日本に持ち込み、多くの政治家や関係者の聞き取り調査を行っている。
御厨によれば、1993年5月に小沢一郎が講談社で出した自著『日本改造計画』は、政治分野の記述のほとんどを御厨と飯尾潤、北岡伸一が、経済分野は竹中平蔵と伊藤元重が代筆したものだという。
1990年代後半からは論壇でも盛んに同時代の政治を論じ、書評家としても知られる。近年はジャーナリズムの分野での活動が多く、テレビのコメンテーターや解説、週刊誌などにも多く登場する。2007年4月からは岩見隆夫（政治評論家・毎日新聞社編集委員のち特別顧問）の後任で、TBSテレビ日曜朝の「時事放談」の司会を引き継ぎ、2018年9月の番組終了まで務めた。
2010年7月、菅直人内閣の下で内閣府公文書管理委員会委員長に就任、第2次安倍内閣の2014年7月まで務めた。同委員長在任中に特定秘密文書の扱いが俎上にあがったが、「いずれにしても労働強化につながることは間違いない」という知見を示した。2011年4月には、東北地方太平洋沖地震を受けて発足した「東日本大震災復興構想会議」の議長代理に就任。2012年2月、復興庁復興推進委員会委員長代理に就任。2016年9月から「天皇の公務の負担軽減等に関する有識者会議」座長代理。
60歳で東京大学を早期退職し放送大学へ移籍。その理由について「学問、夢のある研究をするためには、無駄や余裕が必要。かつての東大はそういうものを大切にしていたのに、今はあくせくしていて、まったくなくなった」と述べている。

### メディアでの発言
2009年8月5日付け産経新聞に掲載のインタビューにおいて、民主党による政権交代の必要性について問われ、「民主党の政策がまとまっていないという指摘があるが、政権を獲ったことがないから仕方がない面もある」、外交や安全保障問題については「現実路線を踏まえて軌道修正すればいい。わからない問題に無理やり答えを出す必要はない」と発言。民主党への政権交代が果たされた後の2011年、中央公論紙上での対談においては、「安全保障上の危機が発生したときには、今の民主党政権では対応不能。尖閣や米軍基地の問題で頭をのぞかせたように、外国を巻き込んだ案件は、内向き学級会主義では乗り越えられない可能性が高い」。「自民党ならば『危ない』と騒ぎ立てているうちに、誰かが何かやって形をつけるかもしれない。しかし民主党は、みんなが横一線に並んで『あ〜』と言っている間に、深刻な事態に陥るような気がする」と述べた。
2011年10月13日付け毎日新聞に掲載のインタビューにおいて、大阪市長選候補（当時）の橋下徹について、「彼はある種のポピュリストの典型で、鬱屈した気持ちの人たちに夢を見せている」と分析。さらに「吉本新喜劇のドタバタを好む大阪の風土にうまく乗っかった、『小泉劇場』の大阪版」と語った。
2017年12月2日付け朝日新聞に掲載のインタビューにおいて、同年12月1日に開催された皇室会議で、2019年4月30日に当時の天皇（明仁）が退位、5月1日に皇太子徳仁親王が即位し、新元号改元を行う日程が決まったことについて、「改元の日はメーデーですよ。驚きました。」と発言した。

## 略歴
- 1970年03月 - 東京都立小石川高等学校卒業
- 1971年04月 - 東京大学教養学部入学
- 1975年03月 - 東京大学法学部卒業
- 1975年04月 - 東京大学法学部助手
- 1978年10月 - 旧・東京都立大学法学部助教授
- 1988年10月 - 東京都立大学法学部教授
- 1989年05月 - ハーバード・イェンチン研究所客員研究員（- 1991年05月）
- 1997年10月 - 政策研究大学院大学客員教授
- 1999年04月 - 政策研究大学院大学教授
- 2002年12月 - 東京大学先端科学技術研究センター教授
- 2003年04月 - 放送大学客員教授（- 2012年03月）
- 2007年04月 - TBS「時事放談」キャスター
- 2010年05月20日 - 東京大学より博士（学術）の学位を取得（博士論文「明治国家をつくる -- 地方経営と首都計画 -- 」）
- 2010年06月 - サントリー文化財団理事
- 2010年07月 - 内閣府公文書管理委員会委員長（- 2014年07月）
- 2011年04月 - 東日本大震災復興構想会議議長代理（- 2012年02月）
- 2012年02月 - 復興庁復興推進委員会委員長代理（- 2013年03月）
- 2012年03月 - 東京大学を辞職[19]
- 2012年04月 - 放送大学教養学部教授（- 2016年03月）
- 2012年04月 - 東京大学先端科学技術研究センター客員教授
- 2012年04月 - 国際日本文化研究センター客員教授（- 2015年03月）
- 2013年04月 - 青山学院大学特別招聘教授
- 2016年04月 - 放送大学教養学部客員教授
- 2016年04月 - 青山学院大学特任教授（- 2017年03月）
- 2016年09月 - 「天皇の公務の負担軽減等に関する有識者会議」座長代理（- 2017年04月）
- 2017年03月 - サントリーホールディングス株式会社取締役
- 2017年04月 - ひょうご震災記念21世紀研究機構副理事長兼研究戦略センター長
- 2018年04月 - 紫綬褒章受章[20]
- 2020年04月 - 東京大学先端科学技術研究センター フェロー[2]
- 2024年04月 - 春の叙勲で瑞宝中綬章を受章[21][22]。

## 著書

### 単著
- 『明治国家形成と地方経営――1881-1890年』（東京大学出版会、1980年）
- 『首都計画の政治――形成期明治国家の実像』（山川出版社、1984年）
- 『政策の総合と権力――日本政治の戦前と戦後』（東京大学出版会、1996年）
- 『東京――首都は国家を超えるか 20世紀の日本（10）』（読売新聞社、1996年）- 編集委員（全12巻）
- 『馬場恒吾の面目――危機の時代のリベラリスト』（中央公論社、1997年／中公文庫、2013年9月）
- 『本に映る時代』（読売新聞社、1997年）
- 『明治国家の完成 1890-1905 日本の近代（3）』（中央公論新社、2001年／中公文庫、2012年12月）- 編集委員（全16巻）
- 『オーラル・ヒストリー――現代史のための口述記録』（中公新書、2002年）
- 『「保守」の終わり』（毎日新聞社、2004年）
- 『ニヒリズムの宰相―小泉純一郎論』（PHP新書、2006年）
- 『天皇と政治――近代日本のダイナミズム』（藤原書店、2006年）
- 『明治国家をつくる――地方経営と首都計画』（藤原書店、2007年）
- 『表象の戦後人物誌』（千倉書房、2008年）
- 『政治の終わり、政治の始まり―ポスト小泉から政権交代まで』（藤原書店、2009年）
- 『後藤田正晴と矢口洪一の統率力』（朝日新聞出版、2010年3月／ちくま文庫、2016年7月）
- 『権力の館を歩く』（毎日新聞社、2010年7月／ちくま文庫、2013年12月）
- 『知と情――宮澤喜一と竹下登の政治観』（朝日新聞出版、2011年3月／ちくま文庫、2016年7月）
- 『「質問力」の教科書』（講談社、2011年3月）
- 『「戦後」が終わり、「災後」が始まる。』（千倉書房、2011年12月）
- 『政治へのまなざし』（千倉書房、2012年3月）
- 『安倍政権は本当に強いのか－盤石ゆえに脆い政権運営の正体』（PHP新書、2015年2月）
- 『政治の眼力－永田町「快人・怪物」列伝』（文春新書、2015年6月）
- 『戦後をつくる―追憶から希望への透視図』（吉田書店、2016年2月）
- 『政治家の見極め方』（NHK出版新書、2016年3月）
- 『戦前史のダイナミズム』（左右社〈放送大学叢書〉、2016年9月）
- 『人を見抜く「質問力」－あの政治家の心をつかんだ66の極意』（ポプラ社〈ポプラ新書〉、2016年10月）
- 『明治史論集―書くことと読むこと』（吉田書店、2017年5月）
- 『平成風雲録－政治学者の時間旅行』（文藝春秋、2018年9月）
- 『時代の変わり目に立つ－平成快気談』（吉田書店、2020年1月）- 対談も収録

### 共著
- （小塩和人）『忘れられた日米関係――ヘレン・ミアーズの問い』（ちくま新書、1996年）
- （半藤一利・原武史）『卜部日記・富田メモで読む人間・昭和天皇』（朝日新聞社、2008年）
- （日本放送協会）『挫折した政党政治 さかのぼり日本史③ 昭和〜明治』（NHK出版、2011年9月）
  - 『政党政治はなぜ自滅したのか？ さかのぼり日本史』（文春文庫、2017年8月）
- （松原隆一郎）『政治の終焉』（NHK出版新書、2013年4月）
- （芹川洋一）『日本政治ひざ打ち問答』（日本経済新聞出版社「日経プレミア新書」、2014年4月）
- （半藤一利・保阪正康・磯田道史）『「昭和天皇実録」の謎を解く』（文春新書、2015年）
- （芹川洋一）『政治が危ない』（日本経済新聞出版社、2016年11月）
- （本村凌二）『日本の崩壊』（祥伝社新書、2018年7月）
- （芹川洋一）『日本政治　コロナ敗戦の研究』（日経BP、2021年5月）
- （牧原出）『日本政治史講義　通史と対話』（有斐閣、2021年5月）
- （田原総一朗）『日本という国家　戦前七十七年と戦後七十七年』（河出書房新社、2022年11月）

### 放送大学教材
- （天川晃）『日本政治史――20世紀の日本政治』（放送大学教育振興会、2003年）
- （天川晃・牧原出）『日本政治外交史――転換期の政治指導』（放送大学教育振興会、2007年。改訂版2013年）、新版は牧原との共著
- （牧原出）『日本政治外交史』（放送大学教育振興会、2013年）
- （編著）『権力の館を考える』（放送大学教育振興会、2016年）
- （山岡龍一共編）『政治学へのいざない』（放送大学教育振興会、2016年）
- 『公共政策 社会経営科学プログラム』（放送大学教育振興会、2017年）

### 監修
- 『総合検証　東日本大震災からの復興』（五百旗頭真・飯尾潤監修、ひょうご震災記念21世紀研究機構編、岩波書店、2021年）

### 編著
- 『シリーズ東京を考える (1) 都政の50年』（都市出版、1994年）
- 『シリーズ東京を考える (3) 都庁のしくみ』（都市出版、1995年）
- 『歴代首相物語』（新書館、2003年、新版2013年）
- 『時代の先覚者・後藤新平 1857-1929』（藤原書店、2004年）
- 『正伝・後藤新平別巻 後藤新平大全――後藤新平の全仕事』（藤原書店、2007年）
- 『宰相たちのデッサン――幻の伝記で読む日本のリーダー』（ゆまに書房、2007年）
- 『オーラル・ヒストリー入門』（岩波書店、2007年）
- 『東大先端研物語－東京大学先端科学技術研究センター20年のあゆみ』（中央公論事業出版、2008年）
- 『変貌する日本政治――90年代以後「変革の時代」を読みとく』（勁草書房、2009年）
- 『近現代日本を史料で読む』（中公新書、2011年4月）、「大久保利通日記」から「富田メモ」まで四十余りの史料紹介
- 『「政治主導」の教訓 政権交代は何をもたらしたのか』（勁草書房、2012年3月）
- 『知の格闘─掟破りの政治学講義』（ちくま新書、2014年1月）、友人・知人の議論も収録
- 『天皇の近代―明治150年・平成30年』（千倉書房、2018年9月）、9名との議論
- 『オーラル・ヒストリーに何ができるか　作り方から使い方まで』（岩波書店、2019年3月）
- 『天皇退位 何が論じられたのか－おことばから大嘗祭まで』（中央公論新社〈中公選書〉、2020年3月）

### 共編著
- 『近代日本文化論』（岩波書店（全11巻）、1999年-2000年）
青木保・山折哲雄・川本三郎・筒井清忠と編集委員
- （北岡伸一）『戦争・復興・発展―昭和政治史における権力と構想』（東京大学出版会、2000年）
- （中内潤）『中内㓛―生涯を流通革命に献げた男』（千倉書房、2009年）
- （牧原出・佐藤信）『政権交代を超えて―政治改革の20年』（岩波書店、2013年11月）
- （井上章一）『建築と権力のダイナミズム』（岩波書店、2015年3月）
- 『御厨政治史学とは何か』（御厨貴研究室・吉田書店共同企画・編集、2017年12月）
- （芹川洋一）『平成の政治』（日本経済新聞出版社、2018年11月）
- 『自民党失敗の本質』（宝島社新書、2021年10月）ISBN 4299021312
石破茂・村上誠一郎・内田樹・前川喜平・古賀茂明・望月衣塑子・小沢一郎

### 共同での聞き書き
オーラル・ヒストリーでの回想
- （渡辺昭夫）『首相官邸の決断―内閣官房副長官石原信雄の2600日』（中央公論社、1997年／中公文庫、2002年）
- （伊藤隆）『情と理―後藤田正晴回顧録 （上・下）』（講談社、1998年／講談社＋α文庫、2006年）
- （伊藤隆）『政治とは何か―竹下登回顧録』（講談社、2001年）
- （中村隆英）『聞き書 宮澤喜一回顧録』（岩波書店、2005年）
- （伊藤隆・飯尾潤）『渡邉恒雄回顧録』（中央公論新社、2000年／中公文庫、2007年）
- （伊藤隆）『表舞台 裏舞台─福本邦雄回顧録』（講談社、2007年）
- （飯尾潤）『地方自治に生きる―宮澤弘回顧録』（第一法規、2007年）
- （牧原出）『聞き書 武村正義回顧録』 （岩波書店、2011年2月）
- （牧原出）『聞き書 野中広務回顧録』（岩波書店、2012年6月／岩波現代文庫、2018年11月）
- （苅部直・前田雅英・玉井克哉）『園部逸夫オーラル・ヒストリー タテ社会をヨコに生きて』（法律文化社、2013年7月）
- （橋本寿朗・鷲田清一）『わが記憶、わが記録 堤清二×辻井喬オーラルヒストリー』（中央公論新社、2015年11月）
- （阿川尚之・苅部直・牧原出）『舞台をまわす、舞台がまわる 山崎正和オーラルヒストリー』（中央公論新社、2017年3月）

### 編纂資料
- 『歴代総理大臣伝記叢書（全32巻・別巻）』（監修、ゆまに書房、2005年-2007年）
- （岩井克己）『卜部亮吾侍従日記――昭和天皇最後の側近（全5巻）』（朝日新聞社、2007年）

## 主なテレビ出演
- 時事放談（TBSテレビ、2007年4月〜2018年9月）
- 爆笑問題のニッポンの教養（NHK総合テレビジョン、2010年2月9日）
- 課外授業 ようこそ先輩（NHK、2010年10月31日）
- 歌うコンシェルジュ（NHK、2011年6月8日）
- 報道ステーション（テレビ朝日、2012年7月20日）